# Voleibol de praia nos Jogos Olímpicos de Verão de 2000
As competições de voleibol de praia nos Jogos Olímpicos de Verão de 2000 ocorreu entre 16 e 26 de setembro. O local de disputa foi um centro construído em uma praia de Sydney.

## Eventos
Dois eventos da modalidade distribuíram medalhas nos Jogos:
- Torneio masculino (24 duplas)
- Torneio feminino (24 duplas)

## Medalhistas
No torneio masculino, os estadunidenses Dain Blanton e Eric Fonoimoana conquistaram o ouro para o país ao superarem José Marco Melo e Ricardo Santos, do Brasil, na final. A dupla alemã Axel Hager e Jörg Ahmann levou a melhor na disputa pelo bronze frente aos portugueses João Brenha e Miguel Maia.
No torneio feminino, as australianas Natalie Cook e Kerri Pottharst conquistaram o ouro para o país ao superarem Adriana Behar e Shelda Bedê, do Brasil, na final. A dupla também brasileira Adriana Samuel e Sandra Pires levou a melhor na disputa pelo bronze frente às japonesas Yukiko Takahashi e Mika Teru Saiki.
| Evento             | Ouro                                            | Prata                                     | Bronze                                 |
| ------------------ | ----------------------------------------------- | ----------------------------------------- | -------------------------------------- |
| Masculino detalhes | Dain Blanton Eric Fonoimoana USA Estados Unidos | José Marco Melo Ricardo Santos BRA Brasil | Axel Hager Jörg Ahmann GER Alemanha    |
| Feminino detalhes  | Natalie Cook Kerri Pottharst AUS Austrália      | Adriana Behar Shelda Bedê BRA Brasil      | Adriana Samuel Sandra Pires BRA Brasil |

## Quadro de medalhas
| Ordem | País               | Medalha de ouro | Medalha de prata | Medalha de bronze |   | Ordem por total |
| ----- | ------------------ | --------------- | ---------------- | ----------------- | - | --------------- |
| 1     | USA Estados Unidos | 1               |                  |                   | 1 | 2               |
| 1     | AUS Austrália      | 1               |                  |                   | 1 | 2               |
| 3     | BRA Brasil         |                 | 2                | 1                 | 3 | 1               |
| 4     | GER Alemanha       |                 |                  | 1                 | 1 | 2               |
| TOTAL | TOTAL              | 2               | 2                | 2                 | 6 | —               |